# Anthony Šerić
Anthony Šerić (ur. 15 stycznia 1979 w Sydney) – chorwacki piłkarz grający na pozycji środkowego obrońcy lub defensywnego pomocnika w Panathinaikosie AO.
Šerić urodził się w Australii, ale jego rodzice są Chorwatami z pochodzenia. Otrzymał stypendium w Australian Institute of Sport – słynnej szkole sportowej w Australii. Jednak profesjonalną karierę zaczynał już w Chorwacji. Trafił do Splitu, do tamtejszego Hajduka. Grał tam przez 3 sezony i w wieku zaledwie 20 lat wyjechał z Chorwacji. Latem 1999 trafił do Włoch, a jego pierwszym klubem w Italii był Hellas Werona. Kolejne jego przystanki w Serie A to Brescia Calcio (sezon 2002/2003), Parma (sezon 2003/2004) oraz S.S. Lazio (sezon 2004/2005). Latem 2005 odszedł z Włoch i za sumę 2 mln euro trafił do greckiego Panathinaikosu.

## Kariera
| Sezon   | Klub             | Kraj      | Rozgrywki               | Mecze | Bramki |
| ------- | ---------------- | --------- | ----------------------- | ----- | ------ |
| 1996/97 | Hajduk Split     | Chorwacja | Prva HNL                | 6     | 0      |
| 1997/98 | Hajduk Split     | Chorwacja | Prva HNL                | 11    | 0      |
| 1998/99 | Hajduk Split     | Chorwacja | Prva HNL                | 20    | 0      |
| 1999/00 | Hellas Werona    | Włochy    | Serie A                 | 10    | 0      |
| 2000/01 | Hellas Werona    | Włochy    | Serie A                 | 12    | 1      |
| 2001/02 | Hellas Werona    | Włochy    | Serie A                 | 25    | 0      |
| 2002/03 | Brescia Calcio   | Włochy    | Serie A                 | 30    | 1      |
| 2003/04 | Parma            | Włochy    | Serie A                 | 16    | 0      |
| 2004/05 | S.S. Lazio       | Włochy    | Serie A                 | 16    | 0      |
| 2005/06 | Panathinaikos AO | Grecja    | Alpha Ethniki           | 21    | 1      |
| 2006/07 | Panathinaikos AO | Grecja    | Alpha Ethniki           | 17    | 0      |
| 2007/08 | Panathinaikos AO | Grecja    | Alpha Ethniki           | 12    | 0      |
|         |                  |           | Łącznie w Prva HNL      | 37    | 0      |
|         |                  |           | Łącznie w Serie A       | 99    | 2      |
|         |                  |           | Łącznie w Alpha Ethniki | 50    | 1      |

## Kariera reprezentacyjna
W reprezentacji Chorwacji Šerić zadebiutował 25 września 1998 w Puli w przegranym 1:2 meczu z reprezentacją Słowacji. Šerić był w 23-osobowej kadrze Chorwacji na Mistrzostwa Świata we Francji, gdzie nie rozegrał żadnego meczu, lecz pomimo tego wraz z kolegami zdobył brązowy medal. Na Mistrzostwach Świata w Korei i Japonii oraz Mistrzostwach Świata we Niemczech Šerić także był w kadrze i tutaj również nie udało mu się zagrać choćby jednej minuty. Dotychczas w reprezentacji rozegrał tylko 16 meczów i nie strzelił choćby jednego gola.

## Odznaczenia
- Order Chorwackiej Plecionki (1998)[1]